# 松戸市立中部小学校
松戸市立中部小学校（まつどしりつ ちゅうぶしょうがっこう）は、千葉県松戸市松戸にある公立小学校。

## 概要
2016年（平成28年）5月時点の児童数は482人、学級数は21。
松戸市立中部小学校附属幼稚園（2009年から休園）が併設されていた。幼稚園の建物は子ども読書推進センター（2010年3月26日開設）に転用されている。
1971年までは、現在キテミテマツド（旧伊勢丹松戸店所在地、松戸ビルヂングも参照）がある場所に学校があった。キテミテマツドの敷地内にはかつて学校があったことを示す記念碑がある（Google Earthでの現地画像）。
学校の南東側に道路を挟んで坂川が流れている。

## 沿革
- 1873年（明治6年）1月15日 - 松戸小学校創立（西蓮寺に借家[6]）
- 1884年（明治17年）7月6日 - 校舎新築落成
- 1887年（明治20年）2月28日 - 松戸小学校を、松戸高等小学校と松戸尋常小学校に分離
- 1908年（明治41年）5月1日 - 松戸高等小学校を閉鎖、松戸尋常小学校と併置し「松戸尋常小学校」に改称
- 1925年（大正14年）1月27日 - 第二校舎新築落成
- 1934年（昭和9年）4月1日 - 明尋常小学校（現:北部小学校）、矢切尋常小学校（現:矢切小学校）を合併、北部校舎、矢切校舎とし、第二校舎を南部校舎と呼称
- 1942年（昭和17年）3月31日 - 各校舎分立、「中部国民学校」と呼称
- 1947年（昭和22年）4月1日 - 新学制により、「松戸市立中部小学校」と改称
- 1951年（昭和26年）6月20日 - 旧校舎大改築落成
- 1957年（昭和32年）2月20日 - 特殊学級（知的障害）設置
- 1957年（昭和32年）4月8日 - 北部小学校相模台分校開校[7]
- 1958年（昭和33年）4月1日 - 相模台小学校新設のため学区分離
- 1965年（昭和40年）4月1日 - 言語治療教室設置
- 1969年（昭和46年）4月1日 - 柿ノ木台小学校開校により学区変更[8]
- 1971年（昭和46年）7月1日 - 現在地に新校舎落成学校移転
- 1973年（昭和48年）4月1日 - 難聴学級設置
- 1980年（昭和55年）4月1日 - 弱視学級開設[9]
- 2005年（平成17年）4月1日 - 古ケ崎南小学校閉校に伴い児童移籍
- 2009年（平成21年）4月1日 - 附属幼稚園が休園[2][3]

## 周辺
- 松戸市立図書館本館[10]
- 松戸商工会議所・別館[11]

## 進学先中学校
学校選択制がある。学区内での指定校は松戸市立第一中学校となる。（詳しくは小中学校通学区域を参照のこと）

## 所在地
千葉県松戸市松戸2062番地

## アクセス
JR常磐線・京成松戸線松戸駅より徒歩7分